# Academia Nacional Australiana de Música
La Academia Nacional Australiana de Música (ANAM) (en inglés: Australian National Academy of Music) es un centro de formación de música clásica diseñado para estudiantes de cursos avanzados y postuniversitarios con el objeto de entrenarlos en un instrumento a un nivel superior. Situado en el Melbourne del Sur, Victoria, es un miembro de la Mesa Redonda de Australia para la Excelencia de Formación de artes (Australian Roundtable for Arts Training Excellence).
Su director artístico hasta junio de 2010 fue el compositor Brett Dean; su hermano, el clarinetista Paul Dean fue nombrado como su sucesor.
Establecida en 1994, la ANAM ofrece una gama de programas intensivos y cursos de corta duración, para instrumentos de cuerda, de viento, de madera, corno francés, arpa y teclado, entre otros.
A partir de 2012, los estudiantes de la ANAM con una sólida formación académica pueden matricularse en un máster entregado en colaboración con el conservatorio de la Universidad Griffith de Queensland.